# SOS (album de SZA)
Pour les articles homonymes, voir SOS.
Albums de SZA
Ctrl
(2017)
Singles
1. Good Days
Sortie : 25 décembre 2020
2. I Hate U (en)
Sortie : 3 décembre 2021
3. Shirt (en)
Sortie : 28 octobre 2022
4. Nobody Gets Me (en)
Sortie : 6 janvier 2023
5. Kill Bill
Sortie : 10 janvier 2023
6. Snooze (en)
Sortie : 25 avril 2023

SOS est le deuxième album studio de la chanteuse américaine SZA, sorti le 9 décembre 2022.
La réédition de l'album sort sous le nom de Lana le 20 décembre 2024.

## Historique
Lors d'une séance de questions/réponses au journalistes le 3 avril 2022 dans le cadre de la 64e cérémonie des Grammy Awards, SZA annonce avoir fini d'enregistrer son deuxième album studio à Hawaï.
Dans une interview accordée au magazine Billboard en novembre 2022, SZA confirme que l'album sortira le mois suivant. Elle dévoile sa liste des pistes le 5 décembre 2022; elle inclut trois collaborations, avec Phoebe Bridgers, Don Toliver, Travis Scott et Ol' Dirty Bastard du Wu-Tang Clan.

## Composition

### Style musical
L'album est composé de 23 titres dans un style majoritairement RnB, même si l'on retrouve des influences pop, trap ou rock.

### Pochette
La pochette de l'album est une photographie de SZA assise seule sur une plongeoir au-dessus de la mer. Elle est inspirée d'une célèbre photographie de Diana Spencer prise durant l'été 1997, une semaine avant sa mort.

## Réception

### Réception critique
L'album a reçu une nomination pour le prix d'album de l'année et a reçu le prix du meilleur album RnB contemporain aux Grammy Awards 2024.

## Certifications
| Pays              | Certification | Unités certifiées |
| ----------------- | ------------- | ----------------- |
| États-Unis (RIAA) | 6 × Platine   | 6 000 000         |
| France (SNEP)     | Platine       | 100 000           |